# Mandevilla alvarezii
Mandevilla alvarezii är en oleanderväxtart som beskrevs av H. Daniel. Mandevilla alvarezii ingår i släktet Mandevilla och familjen oleanderväxter. Inga underarter finns listade i Catalogue of Life.